# Bence
Bence ist ein ungarischer männlicher Vorname.

## Herkunft und Bedeutung
Bence ist als eine ungarische Form von Vinzenz bzw. Vincent, abgeleitet von dem römischen Namen Vincentius, bzw. als eine Kurzform von Benedek ein ungarischer männlicher Vorname.

## Namensträger

### Vorname
- Bence Bálizs (* 1990), ungarischer Eishockeyspieler
- Bence Bogányi (* 1976), ungarischer Fagottist und Hochschullehrer
- Bence Fritzsche, deutscher Journalist
- Bence Halász (* 1997), ungarischer Hammerwerfer
- Bence Pásztor (* 1995), ungarischer Hammerwerfer
- Bence Rakaczki (1993–2014), ungarischer Fußballspieler
- Bence Svasznek (* 1975), ungarischer Eishockeyspieler
- Bence Szabó (Fechter, 1962) (* 1962), ungarischer Fechter
- Bence Szabolcsi (1899–1973), ungarischer Musikwissenschaftler
- Bence Varga (* 1994), ungarischer Poolbillardspieler

### Familienname
- Amelia Bence (1914–2016), argentinische Schauspielerin
- Cyril Bence (1902–1992), britischer Politiker
- György Bence (1941–2006), ungarischer Philosoph
- Henry Bence Jones (1813–1873), englischer Arzt und Chemiker
- Margarethe Bence (1930–1992), amerikanische Opernsängerin der Stimmlage Alt
- Peter Bence (* 1991), ungarischer Pianist, Komponist und Sounddesigner